# FK Loznica
Fudbalski klub Loznica (srpski Фудбалски клуб Лозница), uobičajeno Loznica, FK Loznica je nogometni klub iz Loznice, Mačvanski okrug, Srbija. 
 
U sezoni 2021./2022., nastupa u ligi drugog stupnja nogometnog prvenstva Srbije.

## O klubu
Klub je osnovan 1919. godine pod nazivom Gučevo, a kasnije mijenja ime u LSK (Loznički sportski klub). Klub je u prvim desetljećima rada igrao uglavnom prijateljske utakmice s momčadima iz okolnih mjesta, najviše iz Bijeljine, Zvornika, Šapca i Valjeva. Za vrijeme Drugog svjetskog rata klub mijenja ime u FK Trgovački. Tada su lokalni rivali klubovi Srbadija (osnovana 1942.) i Gajret. 
 Po završetku rata, dolazi do obnove kluba pod nazivom Jadar, a kasnije konačno i FK Loznica. 1949. godine se osniva klub Proleter koji postaje dugogodišnji lokalni rival. 
 
Najveći uspjeh klub postiže u devedesetim godinama 20. stoljeća, kada igra u tadašnjoj 1. B ligi SRJ. Također u sezoni 2015./16. klub je nastupao u Prvoj ligi Srbije.

## Uspjesi

### Srbija
Srpska liga – Zapad
- prvak: 2014./15.

Zona Drina
- prvak: 2012./13.

Zona Dunav
- prvak: 2007./08.

## Poveznice
- službene stranice
- srbijasport.net, FK Loznica, profil kluba
- srbijasport.net, FK Loznica, rezultati po sezonama
- srbijafudbal.com, FK Loznica, profil kluba